# Бамлаг

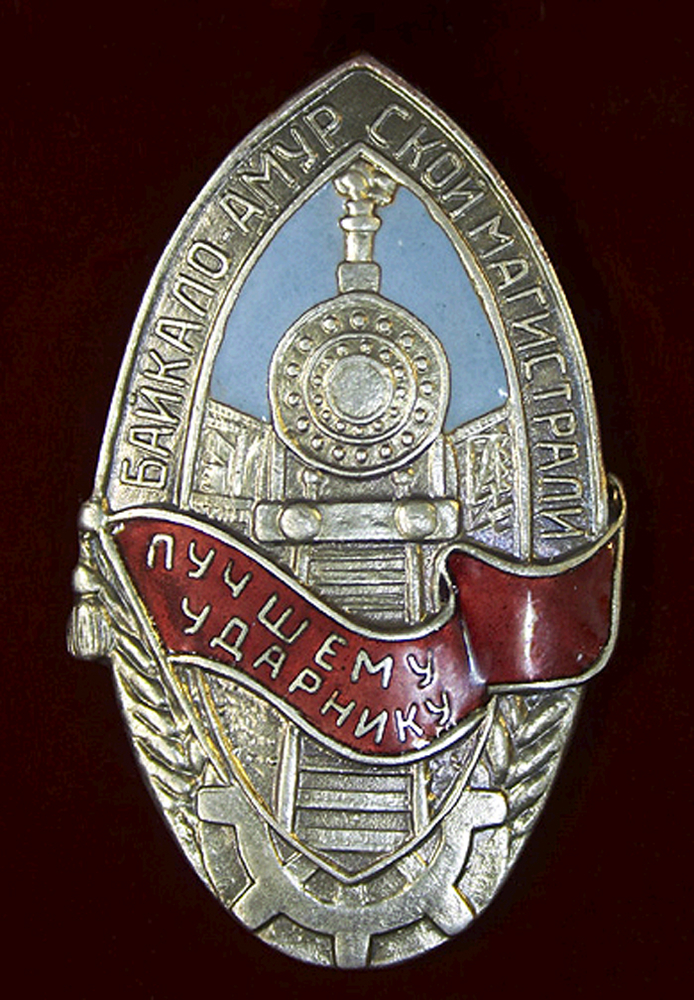
Наградной знак «Лучшему ударнику Байкало-Амурской магистрали» (1932)

БАМлаг (Байка́ло-Аму́рский исправи́тельно-трудово́й ла́герь) — подразделение, действовавшее в структуре Главного управления исправительно-трудовых лагерей Народного комиссариата внутренних дел СССР (ГУЛАГ НКВД) в 1932—1938 гг.

## История
БАМлаг организован в 1932 году приказом ОГПУ № 1020/с от 10.11.1932 и в оперативном управлении подчинялся непосредственно ГУЛАГ НКВД. Целью создания была реализация секретного постановления СНК СССР № 1650/340с от 27.10.1932 «О строительстве Байкало-Амурской магистрали» (БАМ). Согласно ему строительство БАМа и реконструкция Транссибирской магистрали переданы ОГПУ при СНК СССР. БАМлаг был организован в результате реорганизации Управления строительства Байкало-Амурской магистрали Народного комиссариата путей сообщения (УС БАМ НКПС) и передачи его деятельности в распоряжение вновь организованного Управления строительства Байкало-Амурской магистрали ОГПУ.
По свидетельствам заключённых, участвовавших в строительстве, общее количество каторжников в Бамлаге в 1932—1935 гг. доходило до миллиона человек, условия их жизни и труда были ужасающими.
Перед БАМлагом было поставлено три основные задачи:
- строительство Байкало-Амурской железной дороги,
- прокладка вторых путей на Транссибе (в частности, на Забайкальской и Уссурийской железных дорогах),
- лесозаготовка, деревопереработка и добыча золота.

За Наркоматом путей сообщения оставались (до 1938 года) следующие функции по БАМу:
- обеспечение проектами и сметами,
- слежение за качеством производства работ,
- приёмка работ.

Это был один из самых крупных лагерей в СССР. Управление располагалось в городе Свободный Дальневосточного края (ныне город в Амурской области).
В разное время БАМлагом руководили:
- Н. Ф. Ерёмин (10.11.1932 — 28.08.1933);
- М. М. Чунтонов (28.08.1933 — 19.02.1934);
- Н. А. Френкель (19.02.1934 — 22.05.1938), ранее возглавлял строительство Беломорканала.

БАМлаг расформирован в мае 1938 года, и на его базе были созданы:
- Амурский железнодорожный исправительно-трудовой лагерь,
- Южный железнодорожный исправительно-трудовой лагерь,
- Западный железнодорожный исправительно-трудовой лагерь,
- Восточный железнодорожный исправительно-трудовой лагерь,
- Юго-восточный железнодорожный исправительно-трудовой лагерь,
- Буреинский железнодорожный исправительно-трудовой лагерь.

В 1938 году начальник БАМЛАГа Н. А. Френкель вышел с ходатайством в ГУЛАГ НКВД СССР с предложением о создании специализированного железнодорожного стройуправления. Это предложение он обосновал сложной организацией подразделений БАМЛАГа, раскинутых на территории в 2000 километров. Дело в том, что к тому времени БАМЛАГ разросся до немыслимых размеров, эффективно управлять созданным монстром, становилось проблематично. Ходатайство, причём обоснованное, на мой взгляд, на самом деле имело дальнюю перспективу. Френкель как хороший шахматист просчитывал ситуацию на несколько ходов вперёд. На самом деле он решил осуществить давнюю мечту, выйти из под контроля ГУЛАГа. Образование железнодорожного стройуправления было всего лишь задачей, при решении которой открывался путь к достижению заветной цели. И эту задачу он блестяще решил, не зря он в течение долгого времени подкармливал наркоматовских чиновников.
Рассмотрев в НКВД СССР предложения Н. А. Френкеля, коллегия НКВД СССР соглашается с представленными доводами, и приказом НКВД СССР № 043 (ноль впереди означает секретно) от 28.02.1939 г. на базе БАМЛАГа организовывается Управление железнодорожного строительства НКВД на Дальнем Востоке (ЖДСУ).
В созданную структуру вошли восемь вновь образованных железнодорожных лагерей: Западный, Южный, Амурский, Буреинский, Восточный, Юго-Восточный, Приморский, Нижне-Амурский.
Новое подразделение становится мощней БАМЛАГа, поскольку БАМтранспроект переименовали в БАМпроект и передали в подчинение Н. А. Френкелю. С этого времени ЖДСУ одновременно ведёт изыскание, проектирование и строительство железных дорог и объектов железнодорожного и других сообщений.
Должен сразу оговориться, эти восемь лагерей были созданы одновременно с ЖДСУ одним документом, но впоследствии претерпели значительную реструктуризацию. Соединяли два или три лагеря вместе в один, либо, наоборот, на основании одного организовывали два и т. п. Ниже я об этом расскажу подробней. Например, в январе-феврале 1940 года Юго-Восточный, Западный и Нижне-Амурский лагеря объединили в один Нижне-Амурский лагерь. Все зависело от объёма выполняемых работ. Огромное влияние на реорганизацию железнодорожных ИТЛ оказала начавшаяся в 1941 году война с Германией.
<…>

В начале 1940 года сбывается давняя мечта Н. А. Френкеля, на осуществление которой у него ушло 7 лет. В недрах НКВД происходит очередная реструктуризация. Приказом НКВД СССР за № 0014 от 04.01.1940 г. на базе отдела железнодорожного строительства НКВД на Дальнем Востоке создаётся Главное управление лагерей железнодорожного строительства НКВД (ГУЛЖДС) СССР. На мой взгляд, эта структура родилась в голове Френкеля. — Прядкин В. М. Неизвестный БАМ.
Приказом НКВД № 68лс от 16.01.1940 начальником ГУЛЖДС назначен Н. А. Френкель.

## Упоминания в литературе
- А. А. Ахматова[2]

Не столицею европейской

С первым призом за красоту —

Душной каторгой енисейской,

Пересылкою на Читу,

На Ишим, на Иргиз безводный,

На прославленный Акбасар,

Пересылкою в лагерь Свободный,

В трупный запах прогнивших нар, —

Показался мне город этот

Этой полночью голубой,

Он, воспетый первым поэтом,

Нами, грешными, — и тобой.

1937
- Л. Р. Шейнин[3]

«— Ваша „фотография“ мне знакома. Если не ошибаюсь, мы вместе сидели в Сиблаге.
Сидевший улыбнулся и ответил:
— Нет, это вам только показалось. 
И после некоторой паузы добавил: 
— Мы с вами сидели в Бамлаге. В Сиблаге я, к сожалению, сидел уже без вас».
- В. С. Пикуль[4]

«БАМ, о котором так много шумели в недавние годы, имеет прямое отношение к Сталинградской битве. Правда, до 1941 года он назывался БАМлаг, а из всего, что НКВД успело создать на костях „врагов народа“, уцелела лишь станция Тында, где надобно бы ставить памятник не комсомольцам-добровольцам, а именно им — избитым, голодным, умирающим и пристреленным прямо на шпалах».
- «Путеармейцы. Стихи и песни лагкоров» (г. Свободный, ДВК, 1935) — сборник стихов заключённых БАМлага. Среди авторов:

Е. Г. Геркен — юрист, выпускник Казанского университета, автор пьес и оперных либретто («Кармен» и др.), знакомый Сергея Есенина. Геркен был правнуком Баратынского, арестован в Ленинграде и 27 декабря 1933 года осуждён по ст. 58, п. 10 на десять лет. Освобождён в 1954 году.
С. М. Кремков — студент юрфака университета, сын генерала, артиллерист, участник Первой мировой и Гражданской войн; перешёл в Красную Армию, удостоился боевых наград. В августе 1935 года, когда типография БАМлага допечатывала тираж, Кремков застрелился.